# John của Anh
John (24 tháng 12, 1166 – 19 tháng 10, 1216), biệt danh là John Lackland (tiếng Norman Pháp: Johan sanz Terre), là Vua của Anh từ 1199 cho đến khi qua đời năm 1216. John để mất Công quốc Normandie vào tay Vua Philippe II của Pháp, dẫn đến sự sụp đổ của Đế quốc Angevin và góp phần cho sự khuếch trương quyển lực vương tộc Capet nước Pháp trong thế kỉ XIII. Chiến tranh Nam tước thứ nhất vào những năm cuối triều John dẫn đến sự hình thành của Magna Carta, một văn bản thường được coi là bước khởi đầu của Hiến pháp Vương quốc Anh.
John, con trai út của Vua Henry II của Anh và Quận nương Aliénor xứ Aquitaine, ban đầu không được cho là sẽ kế thừa các đất đai của cha mẹ. Sau cuộc nổi dậy thất bại của các huynh trưởng trong giai đoạn 1173 và 1174, tuy nhiên, John trở thành đứa con được sủng ái nhất của Henry. Ông được tấn phong làm Huân tước Ireland năm 1177 và được gia phong một số lãnh địa của người Anh trên lục địa châu Âu. Các huynh trưởng của John gồm William, Henry và Geoffrey chết sớm; đến lúc Richard I trở thành quốc vương năm 1189, John được chỉ định vào ngôi Hoàng thái đệ. John đã không thành công trong nỗ lực chống lại các thế lực tạo phản trong thời gian hoàng huynh của ông rời đất nước để tham gia Thập tự chinh. Mặc dù như thế, sau khi Richard qua đời năm 1199, John được tôn phong làm Vua của Anh, và được vua Pháp Philippe II công nhận quyền kế thừa các đất phong của gia tộc Angevin trên lục địa tại Hiệp ước Le Goulet năm 1200.
Khi chiến tranh với Pháp nổ ra lần nữa năm 1202, John ban đầu đã giành được thế thượng phong, nhưng do thiếu nguồn lực quân sự và cách xử sự của ông với các quý tộc Norman, Breton, và Anjou dẫn đến sự sụp đổ của các thành trì ở Bắc Pháp năm 1204. John giành phần lớn thời gian trong 10 năm tiếp theo để gắng giành lại đất đai đã mất, thăng thuế, cải cách lực lượng quân đội và tái xây dựng các liên minh trên lục địa. Những cải cách tư pháp của John có ảnh hưởng lâu dài về sau đối với hệ thống Thông luật của Anh,... Một cuộc tranh chấp với Giáo hoàng Innocent III dẫn đến John bị rút phép thông công năm 1209, nhưng tranh chấp được hóa giải bởi nhà vua vào năm 1213. Nỗ lực của John nhằm đánh bại Philippe năm 1214 không thành công và người Pháp thắng lớn tại trận Bouvines. Khi ông trở về Anh quốc, John phải đối mặt với cuộc nổi dậy của nhiều nam tước, những người không thoải mái với chính sách tài chính và các xử sự của ông đối với các quý tộc có thế lực trong nước Anh. Mặc dù cả John và các Nam tước đi đến hiệp ước hòa bình Magna Carta năm 1215, không bên nào tuân thủ các điều khoản. Nội chiến nổ ra không lâu sau đó, các Nam tước được sự ủng hộ của Louis VIII của Pháp. Cuộc chiến nhanh chóng rơi vào bế tắc. John chết vì bệnh kiết lị khi đang thống lĩnh quân Anh trong chiến dịch ở miền đông cuối năm 1216; những người ủng hộ John đưa trưởng tử của ông là Henry III tiếp tục giành chiến thắng trước Louis và các Nam tước nổi loạn vào năm sau.
Các nhà viết sử đương thời phần lớn chỉ trích vua John, và triều đại của ông trở thành chủ đề cho các tranh luận sôi nổi của các sử gia từ thế kỉ XVI trở đi. Sử gia Jim Bradbury tóm tắt những ý kiến đánh giá hiện tại về các mặt tích cực của John, nhìn nhận rằng ngày nay John được công nhận rộng rãi là một "nhà lãnh đạo cần mẫn, một con người có năng lực, một vị tướng tài ba". Tuy nhiên, các sử gia hiện đại cũng đồng ý rằng ông đã mắc rất nhiều lỗi lầm trong những năm làm vua, bao gồm những điều mà sử gia Ralph Turner mô tả là "ghê gớm, thậm chí là một nhân cách nguy hiểm", chẳng hạn như nhỏ nhen, khó chịu, và tàn ác. Những phẩm chất tiêu cực này đã mang đến những ý tưởng phong phú cho các nhà văn thời Victoria, và John vẫn là một nhân vật phản diện điển hình trong văn hóa phương tây, nhất là các hình tượng trong các bộ phim và câu chuyện về Robin Hood.

## Thời niên thiếu (1166–1189)

### Tuổi thơ và người thừa kế Angevin

Lãnh thổ Đế chế Angevin (màu cam) vào cuối thế kỉ XII

John là con trai của Henry II của Anh và Aliénor xứ Aquitaine, chào đời ngày 24 tháng 12 năm 1166. Henry là người nắm giữa các lãnh địa giáp với Đại Tây Dương—Anjou, Norman và Anh — đồng thời ông cũng mở rộng đế chế bằng các cuộc chinh phạt Bretagne. Henry kế hôn với một nữ quý tộc quyền lực Aliénor xứ Aquitaine, người nắm giữ các Công quốc Aquitaine và tranh chấp quyền thừa kế đối với Toulouse và Auvergne ở miền nam nước Pháp, đồng thời cũng là vợ cũ của Louis VII của Pháp. Kết quả của cuộc hôn nhân này là việc hình thành Đế quốc Angevin, được đặt tên theo ngoại hiệu của Henry tức Bá tước xứ Anjou và, đặc biệt hơn, thủ phủ của đất này nằm ở Angers. Đế quốc, tuy nhiên, chỉ là một liên minh lỏng lẻo: mặc dù toàn lãnh thổ đều tuyên thệ trung thành với Henry, nhưng các địa phương đều có lịch sử, truyền thống và tổ chức chánh trị riêng biệt. Từ Anjou và Aquitaine càng đi về phía nam, ảnh hưởng của Henry càng mờ nhạt, hầu như không giống như khái niệm hiện đại về một đế chế. Mối quan hệ gắn kết truyền thống giữa các lãnh địa trong đế quốc chẳng hạn như Norman và Anh dần biến mất theo thời gian. Không rõ ràng những gì sẽ xảy ra với đế quốc sau cái chết của Henry. Mặc dù theo truyền thống trưởng tử thừa kế, ngôi vị và đất đai sẽ được giao cho người con trai trưởng, luật lệ này phổ biến khắp châu Âu, nhưng không có nhiều ảnh hưởng đến các vị vua Norman tại Anh. Nhiều người tin rằng Henry sẽ phân chia đế quốc, cho các con trai mỗi người một phần, và hi vọng các con ông sẽ tiếp tục liên minh với nhau sau khi ông chết. Tình hình còn phức tạp hơn vì, phần lớn lãnh thổ của Angevin đứng đầu là Henry đều là đất chư hầu của Nhà vua nước Pháp thuộc Vương triều Capet. Henry lại lập liên minh với Hoàng đế La Mã Thần thánh cùng chống Pháp, khiến quan hệ giữa các bên càng thêm phức tạp.
Không lâu sau khi chào đời, John bị tách khỏi mẫu thân Aliénor và đặt dưới sự chăm sóc của y tá ướt, một truyền thống lâu đời của các gia đình quý tộc. Aliénor sau đó rời Poitiers, thủ phủ của Aquitaine, và gửi John cùng chị là Joan đến Tu viện Fontevrault ở phía bắc. Điều này được thực hiện với mục đích hướng cho cậu con trai út, vốn không có nhiều hi vọng thừa kế, đến một công việc trong Giáo hội. Aliénor dành những năm tiếp theo để thực hiện âm mưu chống lại phu quân Henry và dường như song thân không có ảnh hưởng gì nhiều đến những năm đầu đời của John. John có thể, cũng như các anh em, được chỉ định một magister trong thời gian ông ở Fontevrault, đó như là một người gia sư chịu trách nhiệm dạy vỡ lòng cho đứa trẻ và quản lý những người hầu trong tư gia của ông; John về sau được theo học với Ranulf de Glanvill, một giáo sư hàng đầu của Anh John từng có khoảng thời gian đến ở cùng với trưởng huynh Henry Vua Trẻ, nơi ông được hướng dẫn về săn bắn và những kĩ năng quân sự.
John khi trưởng thành cao khoảng 5 ft 5 in (1,65 m), bị coi là tương đối thấp, cùng một "thân thể mạnh khỏe, vạm vỡ" và mái tóc màu đỏ sậm; trong ông giống như một cư dân vùng Poitou. John thích việc dọc sách và, một hành động có thể nói là bất thường trong thời kì này, đã dựng một thư viện sách du lịch. Ông thích cờ bạc, đặc biệt là môn cờ tào cáo, và là một thợ săn sành sỏi, ngay cả theo tiêu chuẩn của thời Trung Cổ. Ông yêu âm nhạc, nhưng thích hát. John là một người "sành đồn trang sức", đã có một bộ sưu tập lớn, và trở nên nổi tiếng với những bộ quần áo lộng lẫy vã cũng có thể, theo biên niên sử của Pháp, là sự cả tin vào những loại rượu dỏm. Khi John lớn lên, ông được trọng vọng vì "vui vẻ, dí dỏm, hào hiệp và hiếu khách"; vào những lúc khác, ông có thể đố kị, quá nhạy cảm và dễ rơi vào cơn nổi nóng, "cắn và gặm những ngón tay" khi giận dữ.

### Cuộc sống ban đầu

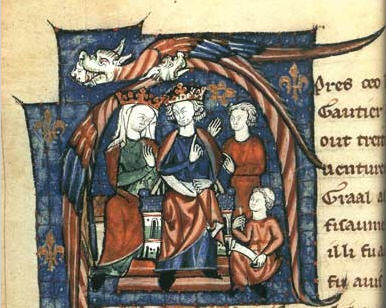
Cha mẹ của John, Henry II và Eleanor, tại triều đình

Trong những năm đầu đời của John, Henry cố gắng giải quyết vấn đề về người kế vị. Henry Vua Trẻ được gia miện Vua Anh vào năm 1170, tuy nhiên không được phụ thân trao cho thực quyền; ông cũng hứa trao Norman và Anjou cho người con trai trưởng này. Richard được tấn phong thành Bá tước xứ Poitou nắm quyền tại Aquitaine, trong khi Geoffrey trở thành Quận công xứ Bretagne. Vào thời điểm này John dường như không được thừa hưởng bất kì đất phong nào đáng kể, và ông bị gọi đùa bằng biệt danh "Lackland" bởi phụ thân mình.
Henry II muốn bảo đảm cho vùng biên giới phía nam của Aquitaine và quyết định hứa hôn đứa con trai út với Alais, con gái và cũng là người kế ngôi của Umberto III của Savoia. Một phần của thỏa thuận này John được hứa sẽ trở thành người cai trị trong tương lai của Savoia, Piemonte, Maurienne, và một những tài sản khác của Bá tước Umberto. Về nghĩa vụ của nhà trai trong cuộc hôn nhân chánh trị, Henry II chuyển giao các tòa lâu đài ở Chinon, Loudun và Mirebeau sang cho John đứng tên; nhưng vì John mới cps 5 tuổi nên phụ thân ông tiếp tục kiểm soát những vùng này. Henry Vua Trẻ không hài lòng với điều này; mặc dù ông chưa được cấp quyền cai quản bất kì tòa lâu đài nào trong vương quốc mới, nhưng những tòa lâu đài kia vẫn được coi là tài sản mà ông sẽ kế thừa trong tương lai và ông cho rằng chúng bị tước đi không qua sự đồng ý của ông. Alais có chuyến hành trì qua dãy núi Alps để đến với triều đình Henry II, nhưng bà ta đã chết trước khi có thể kết hôn với John, khiến hoàng tử nhỏ mất đi toàn bộ những tài sản thừa kế kia.
Năm 1173 các huynh trưởng của John, được sự hậu thuẫn của Eleanor, đã nổi dậy chống lại Henry trong cuộc nổi loạn ngắn kéo dài từ năm 1173 đến năm 1174. Bực túc vì tuy là vua nhưng không có thực quyền so với Henry II và bất mãn với việc John có thể được trao những vùng đất và lâu đài vốn thuộc quyền thừa kế của mình, Henry Vua Trẻ đã đến Paris và kết minh với Louis VII. Eleanor, cũng không hài lòng với việc chồng mình can thiệp vào công việc của Aquitaine, đã khuyến khích cho Richard và Geoffrey cùng theo anh trai Henry đến Paris. Henry II giành chiến thắng trước liên minh những người con trai, nhưng quyết định tha thứ cho họ bằng hiệp định hòa bình ở Mont-Louis. Henry Vua Trẻ được phép đi vòng quanh châu Âu với gia đình và các hiệp sĩ của mình, Richard được đưa về Aquitaine, và Geoffrey được phép trở lại Bretagne; chỉ có Eleanor bị giam cầm vì vai trò của mình trong cuộc nổi dậy.
Trong thời gian xảy ra cuộc chiến John luôn đồng hành với phụ thân, được được trao thêm nhiều đất phong khắp Đế chế Angevin; từ lúc này, hầu hết mọi người cho rằng John chính là đứa con mà Henry II sủng ái nhất, mặc dù vị trí của ông nằm ở rất xa trong danh sách kế vị ngai vàng. Henry II bắt đầu tìm thêm đất đai cho John, chủ yếu lấy từ các tài sản của giới quý tộc. Năm 1175 ông chiếm đoạt lãnh địa của Bá tước Cornwall và trao nó cho John. Năm sau, Henry tước quyền thừa kế của các chị em của Isabelle xứ Gloucester, một điều trái với luật pháp, và hứa hôn John cho Isabelle lúc này đã trở nên rất giàu có. Năm 1177, tại Hội nghị Oxford, Henry phế truất William FitzAldelm khỏi vị trí Huân tước Ireland và thay thế bằng John mới lên 10.

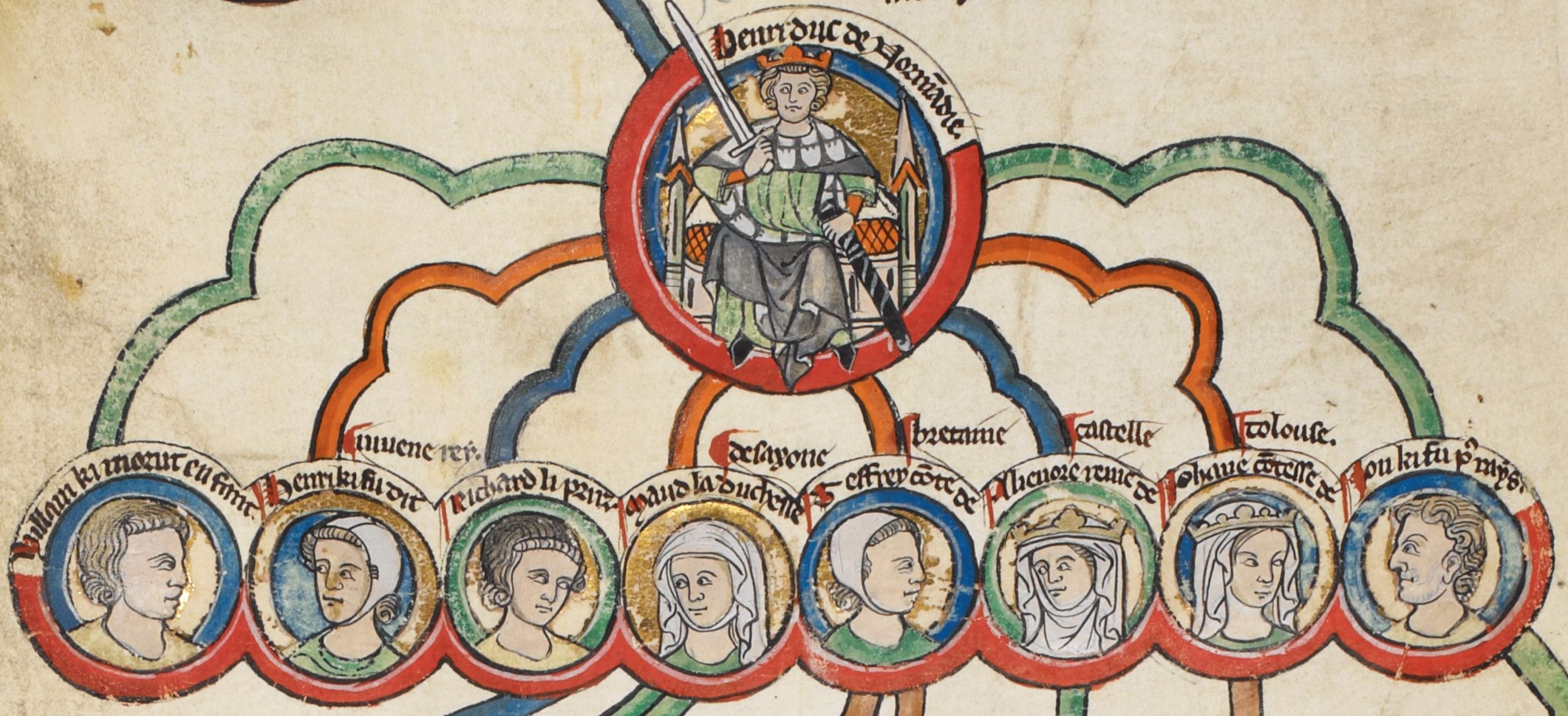
Bản mô tả vào thế kỉ XIII về Henry II và các anh chị em của John, từ trái sang phải: William, Henry, Richard, Matilda, Geoffrey, Eleanor, Joan và John

Henry Vua Trẻ đã có một cuộc chiến tranh ngắn ngủi với người em là Richard năm 1183 để tranh quyền thống trị Anh, Norman và Aquitaine. Henry II ủng hộ Richard, và Henry Vua Trẻ qua đời vì bệnh kiết lị vào cuối chiến dịch. Với việc người kế vị đã qua đời, Henry lập lại di chúc: Richard sẽ trở thành Vua của Anh, mặc dù không được phép nắm bất kì quyền lực nào khi phụ thân còn sống; Geoffrey vẫn ở lại Bretagne; và John trong tương lai sẽ trở thành Quận công xứ Aquitaine thay thế cho Richard. Richard từ chối việc bỏ Aquitaine; Henry II giận dữ và ra lệnh cho John, với sự giúp đỡ từ Geoffrey, hành quân về phía nam và chiếm lại công quốc bằng vũ lực. Hai người tấn công thủ phủ của Poitiers, và Richard đáp trả bằng cách tấn công Bretagne. Cuộc chiến kết thúc trong bế tắc vào năm 1184.
Năm 1185 John thực hiện chuyến đi đầu tiên đến Ireland, theo hộ tống là 300 hiệp sĩ và một đội ngũ cố vấn. Henry chuẩn bị để John được công nhận làm Vua Ireland, nhưng Giáo hoàng Luciô III không chịu. Thời gian đầu cai trị Ireland của John đã không thành công. Ireland mới bị chinh phục bởi lực lượng Anglo-Norman, và căng thẳng vẫn còn âm ỉ giữa Henry II, những cư dân mới chuyển sang và người dân đã định cư từ nhiều đời. John đã xúc phạm các lãnh chúa địa phương bằng cách trêu đùa những bộ râu dài của họ mà ông cho là không hợp thời trang, thất bại trong việc lập liên minh giữa những cư dân Anglo-Norman, dùng đến quân đội đàn áp những người chống đối và thất bại phải trở về Anh vào cuối năm này, đổ hết mọi trách nhiệm cho phó vương, Hugh de Lacy, cho sự thất bại.
Các vấn đề phát sinh trong gia đình John ngày càng lớn. Người anh Geoffrey chết vào năm 1186, để lại một đứa con còn nằm trong bụng mẹ, Arthur xứ Bretagne, cùng một người con gái lớn hơn, Eleanor. Cái chết của Geoffrey đã giúp giảm khoảng cách của John đến chiếc ngai vàng Anh. Những sự bất minh có thể xảy đến nếu một ngày Henry qua đời khiến người ta lo lắng; Richard rất muốn tham gia Thập tự chinh và lại lo ngại rằng khi mình vắng mặt thì rất có thể Henry sẽ chuyển quyền kế vị qua cho John.
Richard bắt đầu tìm kiếm liên minh với vua Pháp Philippe II tại Paris năm 1187, và năm sau Richard xưng thần với Philippe đổi lấy sự ủng hộ trong chiến dịch chống lại Henry. Richard và Philippe cùng nhau cất quân đánh Henry, và đến mùa hè năm 1189 nhà vua phải cầu hòa, hứa phong cho Richard làm thái tử. John ban đầu vẫn đứng về phía phụ thân, nhưng đổi phe vào phút chót trước tình hình là Richard gần như sẽ chiến thắng. Henry qua đời chỉ ít lâu sau đó.

## Triều đại Richard (1189–1199)

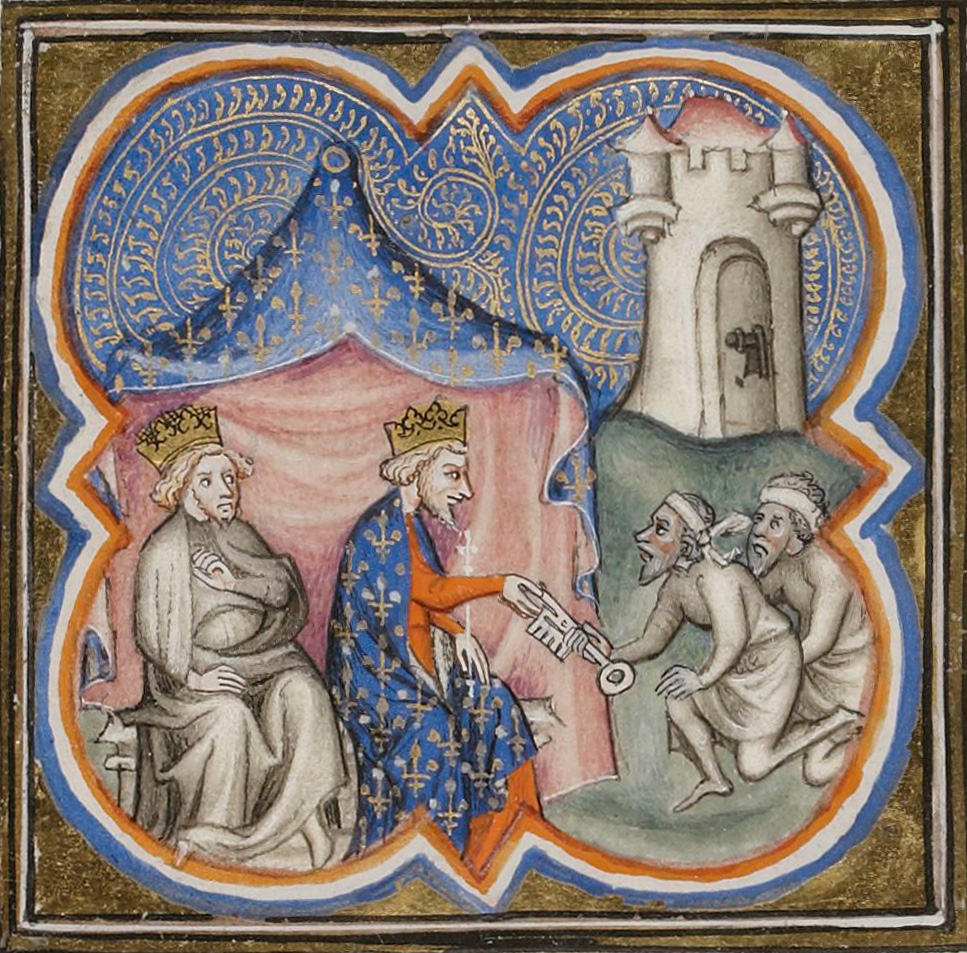
Vua Richard (l) và Philip II tại Akko trong cuộc Thập tự chinh thứ ba

Khi tam huynh của John là Richard lên ngôi vua vào tháng 9 năm 1189, ông ta lập tức tuyên bố vào tham gia vào Đệ tam Thập tự chinh. Richard đã tìm cách để có một số tiền khổng lồ cho cuộc viễn chinh bằng cách bán đất đai, tước hiệu và tài sản, và cố gắng đảm bảo sẽ không có sự nổi loạn nào diễn ra trong nước khi ông vắng mặt. John được tấn phong thành Bá tước xứ Mortain, và kết hôn với một phụ nữ giàu có là Isabel xứ Gloucester, và được trao cho các vùng đất giàu có tại Lancaster cùng các lãnh địa Cornwall, Derby, Devon, Dorset, Nottingham và Somerset, tất cả đều nhằm mục đích mua sự trung thành. Richard vẫn nắm quyền kiểm soát các tòa lâu đài quan trọng tại các lãnh địa này, nhằm ngăn cản John nắm quá nhiều quyền lực chánh trị và quân sự, và, cũng trong thời gian này, nhà vua tấn phong cậu bé 4 tuổi Arthur xứ Bretagne làm Vương thái tử. Đổi lại, John hứa là sẽ không đến nước Anh trong ba năm tiếp theo, theo lý thuyết thì ba năm này sẽ đủ để Richard hoàn thành cuộc viễn chinh thành công và trở về từ Levant mà không sợ bị John tiếm quyền. Richard bỏ lại các công việc chánh sự ở Anh – trao quyền cho Hội đồng – đứng đầu là Giám mục Hugh de Puiset và William Mandeville, đồng thời tấn phong cho ông William Longchamp, Giám mục xứ Ely, làm Thừa tướng. Mandeville chết ngay sau đó, và Longchamp nắm giữ quyền phụ chánh chung với Puiset, nhưng hai người này ít chịu hợp tác với nhau. Eleanor, tức Hoàng thái hậu, sau đó đã thuyết phục Richard cho phép John đến Anh trong thời gian vua vắng mặt.
Tình hình chánh trị ở Anh nhanh chóng trở nên xấu đi. Longchamp từ chối làm việc với Puiset và dần không được lòng giới tăng lữ và quý tộc của Anh. John lợi dụng tình hình này để thiết lập cho mình địa vị như người nhiếp chính với chính quyền riêng của mình, gồm các quan chức, thượng thư và cùng quân sĩ của ông, và ông tự coi mình như một Bảo hộ công, thậm chí là nhà vua kế nhiệm. Mâu thuẫn nổ ra giữa John và Longchamp, và vào tháng 11 1191 Longchamp bị cấm cố trong Tháp London còn John nắm lấy quyền cai quản London, ông được các công dân trong thành phố coi như là người kế ngôi của Richard sau này. Cùng lúc đó Walter of Coutances, Tổng Giám mục Rouen, trở về Anh, theo lệnh của Richard để khôi phục lại trật tự. Địa vị của John bị lung lay vì Walter được lòng dân và thông tin truyền từ chiến trường rằng Richard đã kết hôn tại Cyprus, và có khả năng Richard sẽ có con trai hợp pháp để kế vị.

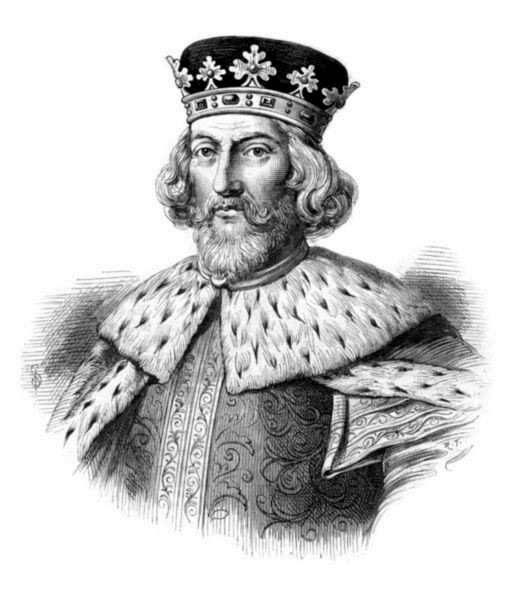
Vua John

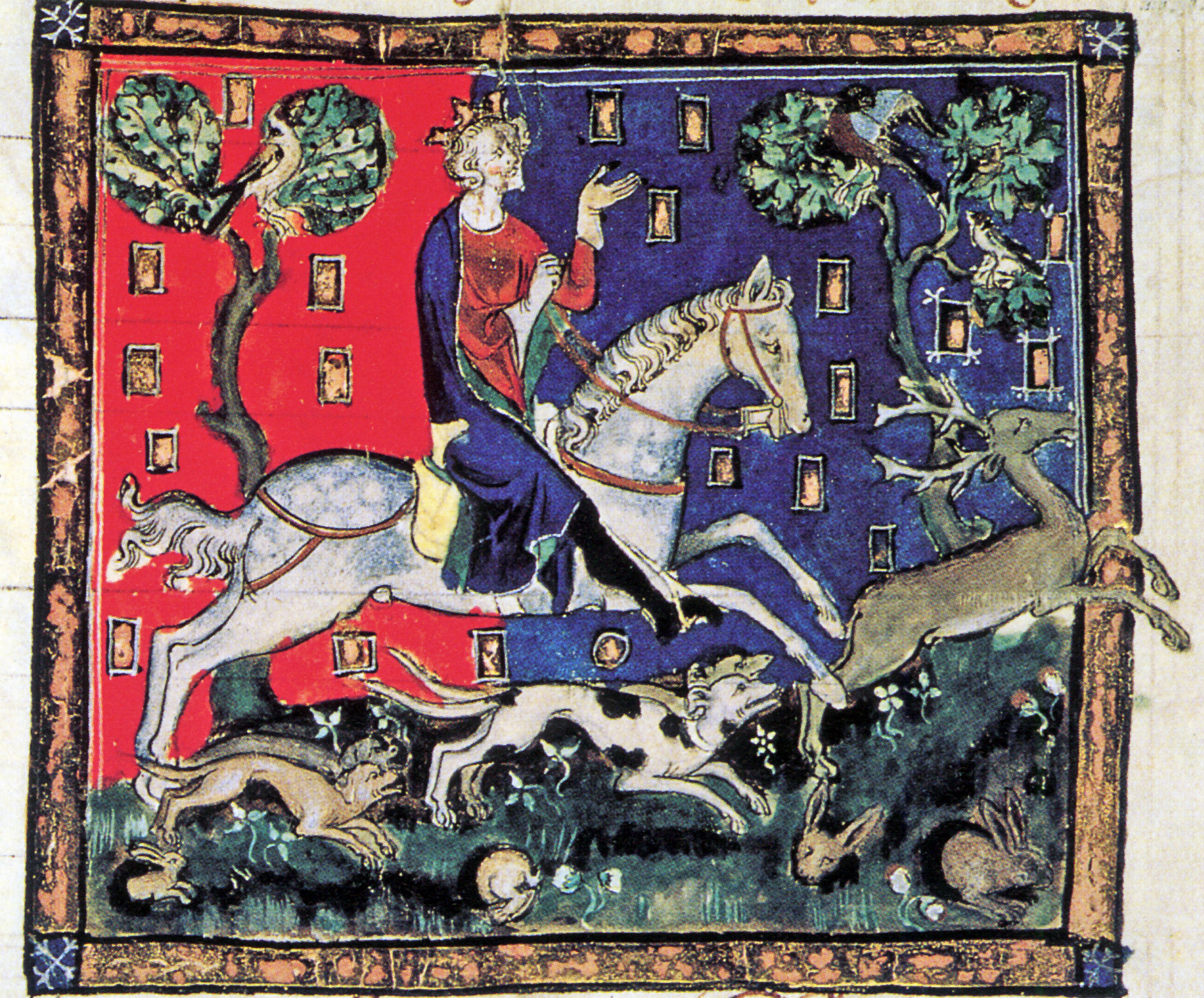
John trong một cuộc đi săn

Căng thẳng chánh trị vẫn tiếp tục. John bắt đầu tìm kiếm liên minh với quốc vương Pháp quốc Philippe, người mới vừa trở về từ cuộc viễn chinh. John hi vọng sẽ lấy được Norman, Anjou và các lãnh địa ở Pháp do Richard cai quản đổi lại ông sẽ xưng thần với Philippe. John được mẫu thân thuyết phục không tham gia liên minh. Longchamp, người đã rời Anh sau sự can thiệp của Walter, nay được trở về, và bảo rằng ông bị cách chức bằng một chiếu chỉ giả mạo. John can thiệp, bác bỏ các tuyên ngôn của Longchamp đổi lại lời hứa về sự ủng hộ từ chánh quyền hoàng gia, bao gồm sự khẳng định lại vị trí Thái đệ của ông. Khi Richard vẫn không trở về từ cuộc viễn chinh, John bắt đầu tuyên bố rằng anh trai của mình đã chết hoặc mất tích vĩnh viễn. Richard thật ra đã bị bắt trên đường trở về bởi Quận công của Áo và nộp cho Hoàng đế Heinrich VI, hoàng đế đã giam ông ta để đòi tiền chuộc. John nắm lấy cơ hội và đến Paris, lập liên minh với Philippe. Ông đồng ý bỏ vợ, Isabella xứ Gloucester, và cưới em gái của Philippe, Alys, để đổi lấy sự ủng hộ của Philippe. Xung đột nổ ra tại Anh giữa lực lượng hoàng gia trung thành với Richard đối đầu với phe đối lập dẫn đầu bởi John. Quân của John yếu thế hơn và ông đồng ý thỏa thuận ngừng bắn; vào đầu năm 1194 khi nhà vua trở về Anh quốc, tàn quân của John đều xin hàng phục. John lui về Norman, nơi mà Richard cuối cùng đã tóm được ông vào cuối năm này. Richard tuyên bố rằng hoàng đệ – dù đã 27 tuổi – vẫn còn là "một đứa trẻ bị cám dỗ bởi bọn cận thần độc ác" và tha thứ cho ông, tuy nhiên cũng thu hồi lại các đất phong của ông ngoại trừ Ireland.
Trong những năm còn lại của triều Richard, John tỏ ra trung thành và ủng hộ hoàng huynh, một sự trung thành giả dối. Chánh sách của Richard tại lục địa là cố gắng tổ chức những chiến dịch, để thu lại những vùng đất mà ông đã để mất vào tay Philippe II trong cuộc Thập tự chinh. Ông đề xuất liên minh với nguyên thủ của Flanders, Boulogne và Hoàng đế La Mã Thần thánh để gây áp lực lên Philippe từ mặt trận phía Đức. Năm 1195 John tiến hành cuộc tấn công bất ngờ và bao vây lâu đài Évreux và giành được thắng lợi, và sau đó nắm quyền ở các pháo đài tại Norman chống lại Philippe. Năm tiếp theo, John thu phục thị trấn Gamaches và dẫn đầu cuộc hành quân đột kích kéo dài 50 dặm (80 km) vào Paris, bắt sống được Giám mục xứ Beauvais. Để tưởng thưởng cho công trạng này, Richard dần cởi bỏ malevolentia (ác ý) đối với John, phục hồi quyền cai trị của ông tại Gloucestershire và lại phong cho ông làm Quận công xứ Mortain.

## Những năm đầu (1199–1204)

### Đăng cơ, 1199

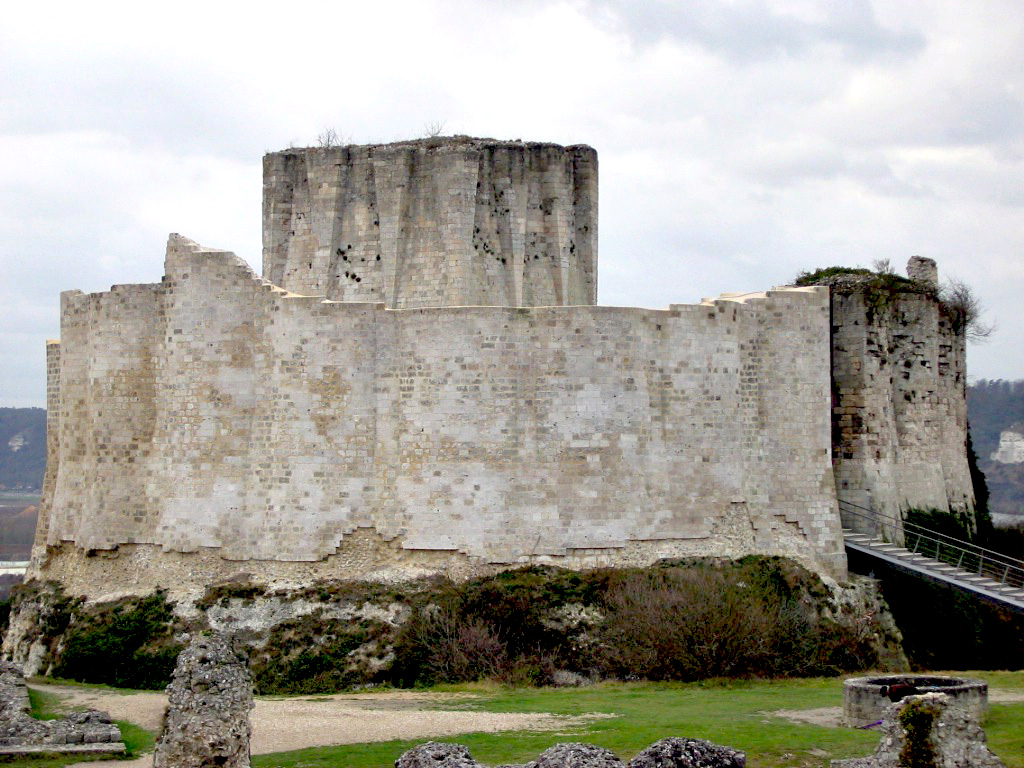
Tháp canh của Lâu đài Gaillard; việc để mất tòa lâu đài này đánh dấu quá trình mất uy thế quân sự của John tại Normand

Sau cái chết của Richard vào ngày 6 tháng 4 năm 1199 có hai nhân vật đủ tư cách kế thừa đại thống của nhà Angevin: John, với tư cách là người trai trai duy nhất còn sống của Henry II, và cậu bé Arthur I xứ Bretagne, với tư cách là con trai của Geoffrey tức người anh thứ tư của John. Richard dường như đã công nhận John như người kế thừa vào những năm cuối triều đại của ông, nhưng điều này không rõ ràng - và luật pháp của thời Trung Cổ không có quy định về cách giải quyết tranh chấp kiểu này. Với truyền thống của người Norman là ủng hộ John trong khi luật của Angevin ủng hộ Arthur theo nguyên tắc ưu tiên dòng trưởng, vấn đề kế vị nhanh chóng trở thành một cuộc xung đột công khai. John nhận được sự ủng hộ của phần lớn các quý tộc Anh và Norman cho nên đã làm lễ gia miện tại Westminster, cùng sự hậu thuẫn của thân mẫu, Eleanor. Arthur nhận được sự ủng hộ của phần lớn chủ đất ở Breton, Maine và Anjou cùng sự hỗ trợ từ Philippe II, người vẫn nuôi mộng thu phục các lãnh địa của nhà Angevin trên lục địa. Với việc quân đội của Arthur tiến đến Thung lũng Loire valley về phía Angers và quân của Philippe tiến đến vùng thung lũng Tours, đế chế của John đối diện với nguy cơ bị chia cắt ra làm hai.
Cục diện chiến sự tại Norman vào lúc này phụ thuộc rất nhiều vào tiềm năng phòng thủ của các thành trì và chi phí tiến hành các chiến dịch. Miền biên cương của Norman không có nhiều quân đội phòng vệ nhưng có hệ thống các tòa lâu đầi kiên cố, chẳng hạn như Château Gaillard, tại các địa điểm chiến lược, được xây dựng và củng cố bằng các khoản chi phí khổng lồ. Thật khó để bất kỳ một tướng lĩnh nào có thể tiến xa vào lãnh thổ của đối phương mà không đảm bảo được đường hành quân bằng cách chiến lấy những pháo đài này, nhưng nếu làm như vậy thì thời gian sẽ bị kéo dãn ra rất nhiều, lại là một điều bất lợi khác. Quân đội của thời kỳ này được chia thành hai bộ phận là quân đội phong kiến và lính đánh thuê. Quân đội phong kiến chỉ có thể được triệu tập trong khoảng thời gian có giới hạn trước khi họ trở về nhà, và buộc phải dừng chiến dịch lại; lực lượng lính đánh thuê, được gọi bằng tên Brabançons theo tên của Lãnh địa công tước Brabançons nhưng thực sự là được tuyển dụng từ khắp Bắc Âu, có thể dùng suốt cả năm và các tướng chỉ huy có thể có nhiều phương án chiến lược hơn khi dùng lực lượng này, chỉ có điều tiền lương phải trả cho họ thì mắc hơn nhiều. Kết quả là, giới quý tộc ngày càng ưa chuộng quân đánh thuê hơn.
Sau khi đăng cơ, John tiến quân về phía nam tiến vào đất Pháp và quân đội của ông xây dựng một tuyến phòng thủ dọc theo bờ đông và bờ nam xứ Norman. Quân của cả hai bên dừng lại để đàm phán một thời gian trước khi cuộc chiến tiếp tục; lực lượng của John trở nên mạnh hơn, nhờ vào sự ủng hộ của các bá tước Baldwin IX xứ Flanders và Renaud xứ Boulogne những người trước đó đã đồng ý với Richard về một liên minh cùng chống Pháp. Vị quý tộc quyền lực của xứ Anjou tức William des Roches được thuyết phục để đổi phe từ Arthur sang John; thế cân bằng bị phá bỏ và khi đó Philippe và Arthur thất thế so với John. Các bên đều không tiếp tục lao vào cuộc chiến, và theo đề nghị của Giáo hoàng hai nhà lãnh đạo đã gặp nhau vào tháng 1 năm 1200 để thương lượng về các điều khoản hòa bình. Quan điểm của John là, tìm kiếm những cơ hội để củng cố quyền lực trên đất nước của mình và kéo dài nền hòa bình với Philippe ở Paris. John và Philippe gặp nhau vào tháng 5 1200 và kí Hiệp ước Le Goulet; với hiệp ước này, Philippe công nhận John là người thừa kế hợp pháp tất cả tài sản của Richard trên đất Pháp, tạm thời từ bỏ sự ủng hộ dành cho đồng minh, Arthur. John, đổi lại, từ bỏ chánh sách cai trị cũ của Richard bao gồm các liên minh với Flanders và Boulogne, và chấp thuận Philippe được công nhận là lãnh chúa tối cao của tất cả lãnh địa của John trên đất Pháp. Chánh sách của John khiến ông bị nhiều sử gia gọi là "John Softsword", để phản đối hành vi trái ngược của ông so với người anh dũng cảm, Richard.

### Hòa bình Le Goulet, 1200–1202

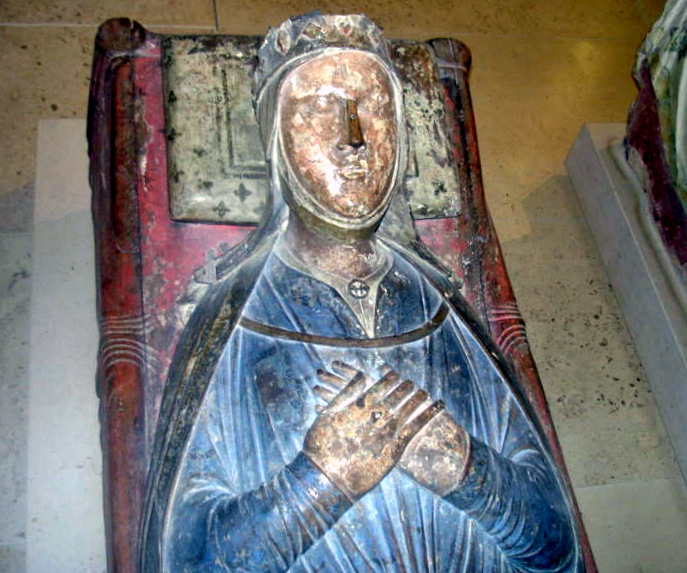
Tượng của Isabella xứ Angoulême, người vợ thứ hai của John, tại Fontevraud Abbey nước Pháp

Nền hòa bình chỉ kéo dài được khoảng 2 năm; chiến tranh tiếp tục sau khi John quyết định kết hôn với Isabella xứ Angoulême vào tháng 8 năm 1200. Để có thể tái hôn, John cần phải hoàn tất thủ tục li dị với Isabel, Nữ Bá tước xứ Gloucester, người vợ đầu; John thực hiện điều này bằng cách lập luận rằng ông đã không nhận được quyền miễn trừ từ Giáo hoàng để thực hiện cuộc hôn nhân cận huyết cùng Isabel – người chị em họ, John không thể cưới bà một cách hợp pháp nếu không nhận được quyền miễn trừ. Không rõ lý do tại sao John lại chọn cưới Isabella xứ Angoulême. Các nhà viết sử đương thời nhận định rằng John mê đắm Isabella, và John khao khát muốn chiếm hữu mộ cô gái xinh đẹp, trẻ trung. Mặt khác, đất Angoumois mà Isabella mang đến là một vùng chiến lược mà John đang cần: khi cưới Isabella, John sẽ sở hữu được vùng đất chiến lược nằm giữa Poitou and Gascogne, và qua đó củng cố được quyền lực tại Aquitaine.
Isabella, tuy nhiên, đã đính hôn với Hugues xứ Lusignan, một thành viên thuộc một đại gia tộc ở Poitou và là em của Bá tướcRaoul de Eu, người sở hữu các vùng đất trọng yếu dọc theo bờ đông xứ Norman. Trong khi John có nhiều lợi thế nếu cưới được Isabella, thì cuộc hôn nhân này đe dọa đến lợi ích của nhà Lusignan, gia tộc sở hữu những tuyến đường hành quân vận chuyển hàng hóa qua lại Aquitaine. Thay vì đưa ra các điều khoản bù đắp, John đối với Hugues "bằng sự khinh miệt"; điều này dẫn tới việc Lusignan nổi loạn nhưng nhanh chóng bị đè bẹp bởi John, đồng thời ông cũng ngăn chặn được thế lực của Raoul ở đất Normand.
Mặc dù John là Bá tước Poitou và vì thế có quyền tể trị đối với xứ Lusignans, nhưng các chúa đất ở đây có thể tố cáo các hành động của John ở Pháp lên vị thiên tử của John vua của toàn nước Pháp, Philippe. Hughes đã làm điều đó vào năm 1201 và Philippe cho đòi John đến triều đình Paris năm 1202, và dùng Hiệp ước Le Goulet để thể hiện quyền lực của mình. John không muốn bị mất ảnh hưởng tại miền tây nước Pháp theo cách đó. Ông lập luận rằng ông không cần phải đến triều đình của Philippe vì ông giữ tước Quận công xứ Norman, người mà theo truyền thống có quyền miễn không cần vào chầu vua Pháp. Philippe lập luận rằng ông không triệu tập John với danh nghĩa Quận công xứ Norman, mà là Bá tước xứ Poitou, người không có quyền miễn trừ đặc biệt kể trên. Khi John vẫn từ chối vào chầu, Philippe tuyên bố John đã không tôn trọng pháp luật phong kiến, và giao lại tất cả các lãnh địa mà John sở hữu tại Pháp về cho Arthur – ngoại trừ Norman, đất mà ông ta tự thu về cho mình – và bắt đầu cuộc chiến chống lại John.

### Để mất Norman, 1202–1204

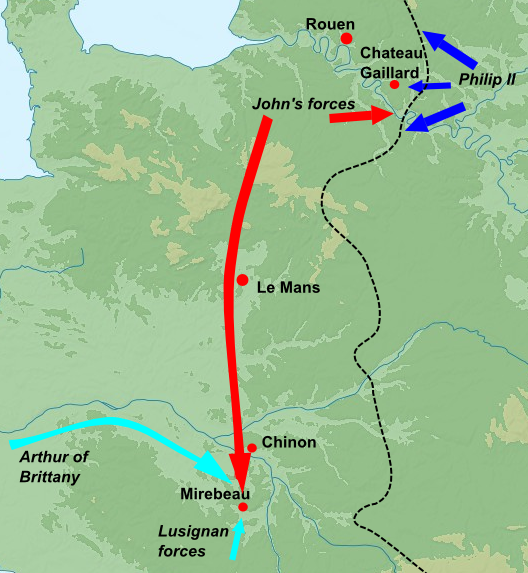
Chiến dịch thành công của John năm 1202, mà đỉnh điểm là chiến thắng tại Trận Mirebeau; mũi tên màu đỏ chỉ đường hành quân của quân đội John, màu xanh là lực lượng của Philippe II và màu xanh nhạt hơn và chỉ đồng minh của Philippe là Breton và Lusignan

John ban đầu áp dụng chánh sách phù thủ như hồi năm 1199: tránh trận chiến mở đầu và cẩn thận bảo vệ các thành trì chiến lược. Các hoạt động của John trở nên hỗn loạn hơn khi chiến dịch tiến triển, và Philippe bắt đầu ổn định ở phía đông. John đến tháng 7 nhận ra rằng lực lượng của Arthur đang đe dọa đến mẹ ông, Eleanor, đang ở tại Mirebeau Castle. Được hộ tống bởi William de Roches, người chấp chính ở Anjou, ông đưa lực lượng đánh thuế của mình tiến về phía nam đểswung his mercenary army rapidly south to protect her. Lực lượng của ông bất ngờ tập kích bắt sống Arthur và đè bẹp đám tàn quân còn lại tại Trận Mirebeau. Với việc sườn phía nam yếu đi, Philippe buộc phải rút về phía đông và phía nam để ngăn cản quân của John.

## Tổ tiên
| \| \| \| \| \| \| \| \| \| \| \| \| \| \| 16. Fulk IV xứ Anjou \| \| \| \| \| \| \| \| \| \| \| \| \| \| \| \| \| \| \| \| \| \| \| \| \| \| \| \| \| \| \| \| \| \| \| \| \| \| \| \| \| \| \| \| \| \| \| \| \| \| \| \| \| \| \| \| \| \| \| \| 8. Fulk V xứ Anjou \| \| \| \| \| \| \| \| \| \| \| \| \| \| \| \| \| \| \| \| \| \| \| \| \| \| \| \| \| \| \| \| \| \| \| \| \| \| \| \| \| \| \| \| \| \| \| \| \| \| \| \| \| \| \| \| \| \| \| \| \| \| \| \| \| \| \| \| \| \| \| \| 17. Bertrade de Montfort \| \| \| \| \| \| \| \| \| \| \| \| \| \| \| \| \| \| \| \| \| \| \| \| \| \| \| \| \| \| \| \| \| \| \| \| \| \| \| \| \| \| \| \| \| \| \| \| \| \| \| \| \| \| \| \| \| \| \| \| \| \| \| \| \| \| \| \| \| \| \| \| 4. Geoffrey V xứ Anjou \| \| \| \| \| \| \| \| \| \| \| \| \| \| \| \| \| \| \| \| \| \| \| \| \| \| \| \| \| \| \| \| \| \| \| \| \| \| \| \| \| \| \| \| \| \| \| \| \| \| \| \| \| \| \| \| \| \| \| \| \| \| \| \| \| \| \| \| \| \| \| \| 18. Elias I xứ Maine \| \| \| \| \| \| \| \| \| \| \| \| \| \| \| \| \| \| \| \| \| \| \| \| \| \| \| \| \| \| \| \| \| \| \| \| \| \| \| \| \| \| \| \| \| \| \| \| \| \| \| \| \| \| \| \| \| \| \| \| \| \| \| \| \| \| \| \| \| \| \| \| 9. Ermengarde xứ Maine \| \| \| \| \| \| \| \| \| \| \| \| \| \| \| \| \| \| \| \| \| \| \| \| \| \| \| \| \| \| \| \| \| \| \| \| \| \| \| \| \| \| \| \| \| \| \| \| \| \| \| \| \| \| \| \| \| \| \| \| \| \| \| \| \| \| \| \| \| \| \| \| 19. Matilda of Château-du-Loir \| \| \| \| \| \| \| \| \| \| \| \| \| \| \| \| \| \| \| \| \| \| \| \| \| \| \| \| \| \| \| \| \| \| \| \| \| \| \| \| \| \| \| \| \| \| \| \| \| \| \| \| \| \| \| \| \| \| \| \| \| \| \| \| \| \| \| \| \| \| \| \| 2. Henry II của Anh \| \| \| \| \| \| \| \| \| \| \| \| \| \| \| \| \| \| \| \| \| \| \| \| \| \| \| \| \| \| \| \| \| \| \| \| \| \| \| \| \| \| \| \| \| \| \| \| \| \| \| \| \| \| \| \| \| \| \| \| \| \| \| \| \| \| \| \| \| \| \| \| 20. William I của Anh \| \| \| \| \| \| \| \| \| \| \| \| \| \| \| \| \| \| \| \| \| \| \| \| \| \| \| \| \| \| \| \| \| \| \| \| \| \| \| \| \| \| \| \| \| \| \| \| \| \| \| \| \| \| \| \| \| \| \| \| \| \| \| \| \| \| \| \| \| \| \| \| 10. Henry I của Anh \| \| \| \| \| \| \| \| \| \| \| \| \| \| \| \| \| \| \| \| \| \| \| \| \| \| \| \| \| \| \| \| \| \| \| \| \| \| \| \| \| \| \| \| \| \| \| \| \| \| \| \| \| \| \| \| \| \| \| \| \| \| \| \| \| \| \| \| \| \| \| \| 21. Matilda xứ Flanders \| \| \| \| \| \| \| \| \| \| \| \| \| \| \| \| \| \| \| \| \| \| \| \| \| \| \| \| \| \| \| \| \| \| \| \| \| \| \| \| \| \| \| \| \| \| \| \| \| \| \| \| \| \| \| \| \| \| \| \| \| \| \| \| \| \| \| \| \| \| \| \| 5. Hoàng hậu Matilda \| \| \| \| \| \| \| \| \| \| \| \| \| \| \| \| \| \| \| \| \| \| \| \| \| \| \| \| \| \| \| \| \| \| \| \| \| \| \| \| \| \| \| \| \| \| \| \| \| \| \| \| \| \| \| \| \| \| \| \| \| \| \| \| \| \| \| \| \| \| \| \| 22. Malcolm III của Scotland \| \| \| \| \| \| \| \| \| \| \| \| \| \| \| \| \| \| \| \| \| \| \| \| \| \| \| \| \| \| \| \| \| \| \| \| \| \| \| \| \| \| \| \| \| \| \| \| \| \| \| \| \| \| \| \| \| \| \| \| \| \| \| \| \| \| \| \| \| \| \| \| 11. Matilda của Scotland \| \| \| \| \| \| \| \| \| \| \| \| \| \| \| \| \| \| \| \| \| \| \| \| \| \| \| \| \| \| \| \| \| \| \| \| \| \| \| \| \| \| \| \| \| \| \| \| \| \| \| \| \| \| \| \| \| \| \| \| \| \| \| \| \| \| \| \| \| \| \| \| 23. Margaret của Wessex \| \| \| \| \| \| \| \| \| \| \| \| \| \| \| \| \| \| \| \| \| \| \| \| \| \| \| \| \| \| \| \| \| \| \| \| \| \| \| \| \| \| \| \| \| \| \| \| \| \| \| \| \| \| \| \| \| \| \| \| \| \| \| \| \| \| \| \| \| \| \| \| 1. John, Vua nước Anh \| \| \| \| \| \| \| \| \| \| \| \| \| \| \| \| \| \| \| \| \| \| \| \| \| \| \| \| \| \| \| \| \| \| \| \| \| \| \| \| \| \| \| \| \| \| \| \| \| \| \| \| \| \| \| \| \| \| \| \| \| \| \| \| \| \| \| \| \| \| \| \| 24. William VIII xứ Aquitaine \| \| \| \| \| \| \| \| \| \| \| \| \| \| \| \| \| \| \| \| \| \| \| \| \| \| \| \| \| \| \| \| \| \| \| \| \| \| \| \| \| \| \| \| \| \| \| \| \| \| \| \| \| \| \| \| \| \| \| \| \| \| \| \| \| \| \| \| \| \| \| \| 12. William IX xứ Aquitaine \| \| \| \| \| \| \| \| \| \| \| \| \| \| \| \| \| \| \| \| \| \| \| \| \| \| \| \| \| \| \| \| \| \| \| \| \| \| \| \| \| \| \| \| \| \| \| \| \| \| \| \| \| \| \| \| \| \| \| \| \| \| \| \| \| \| \| \| \| \| \| \| 25. Hildegarde của Burgundy \| \| \| \| \| \| \| \| \| \| \| \| \| \| \| \| \| \| \| \| \| \| \| \| \| \| \| \| \| \| \| \| \| \| \| \| \| \| \| \| \| \| \| \| \| \| \| \| \| \| \| \| \| \| \| \| \| \| \| \| \| \| \| \| \| \| \| \| \| \| \| \| 6. William X xứ Aquitaine \| \| \| \| \| \| \| \| \| \| \| \| \| \| \| \| \| \| \| \| \| \| \| \| \| \| \| \| \| \| \| \| \| \| \| \| \| \| \| \| \| \| \| \| \| \| \| \| \| \| \| \| \| \| \| \| \| \| \| \| \| \| \| \| \| \| \| \| \| \| \| \| 26. William IV của Toulouse \| \| \| \| \| \| \| \| \| \| \| \| \| \| \| \| \| \| \| \| \| \| \| \| \| \| \| \| \| \| \| \| \| \| \| \| \| \| \| \| \| \| \| \| \| \| \| \| \| \| \| \| \| \| \| \| \| \| \| \| \| \| \| \| \| \| \| \| \| \| \| \| 13. Philippa xứ Toulouse \| \| \| \| \| \| \| \| \| \| \| \| \| \| \| \| \| \| \| \| \| \| \| \| \| \| \| \| \| \| \| \| \| \| \| \| \| \| \| \| \| \| \| \| \| \| \| \| \| \| \| \| \| \| \| \| \| \| \| \| \| \| \| \| \| \| \| \| \| \| \| \| 27. Emma xứ Mortain \| \| \| \| \| \| \| \| \| \| \| \| \| \| \| \| \| \| \| \| \| \| \| \| \| \| \| \| \| \| \| \| \| \| \| \| \| \| \| \| \| \| \| \| \| \| \| \| \| \| \| \| \| \| \| \| \| \| \| \| \| \| \| \| \| \| \| \| \| \| \| \| 3. Aliénor của Aquitaine \| \| \| \| \| \| \| \| \| \| \| \| \| \| \| \| \| \| \| \| \| \| \| \| \| \| \| \| \| \| \| \| \| \| \| \| \| \| \| \| \| \| \| \| \| \| \| \| \| \| \| \| \| \| \| \| \| \| \| \| \| \| \| \| \| \| \| \| \| \| \| \| 28. Boson II de Châtellerault \| \| \| \| \| \| \| \| \| \| \| \| \| \| \| \| \| \| \| \| \| \| \| \| \| \| \| \| \| \| \| \| \| \| \| \| \| \| \| \| \| \| \| \| \| \| \| \| \| \| \| \| \| \| \| \| \| \| \| \| \| \| \| \| \| \| \| \| \| \| \| \| 14. Aimery I xứ Châttellerault \| \| \| \| \| \| \| \| \| \| \| \| \| \| \| \| \| \| \| \| \| \| \| \| \| \| \| \| \| \| \| \| \| \| \| \| \| \| \| \| \| \| \| \| \| \| \| \| \| \| \| \| \| \| \| \| \| \| \| \| \| \| \| \| \| \| \| \| \| \| \| \| 29. Alienor de Thouars \| \| \| \| \| \| \| \| \| \| \| \| \| \| \| \| \| \| \| \| \| \| \| \| \| \| \| \| \| \| \| \| \| \| \| \| \| \| \| \| \| \| \| \| \| \| \| \| \| \| \| \| \| \| \| \| \| \| \| \| \| \| \| \| \| \| \| \| \| \| \| \| 7. Aenor de Châtellerault \| \| \| \| \| \| \| \| \| \| \| \| \| \| \| \| \| \| \| \| \| \| \| \| \| \| \| \| \| \| \| \| \| \| \| \| \| \| \| \| \| \| \| \| \| \| \| \| \| \| \| \| \| \| \| \| \| \| \| \| \| \| \| \| \| \| \| \| \| \| \| \| 30. Barthelemy de L'Isle Bouchard \| \| \| \| \| \| \| \| \| \| \| \| \| \| \| \| \| \| \| \| \| \| \| \| \| \| \| \| \| \| \| \| \| \| \| \| \| \| \| \| \| \| \| \| \| \| \| \| \| \| \| \| \| \| \| \| \| \| \| \| \| \| \| \| \| \| \| \| \| \| \| \| 15. Dangereuse de l'Isle Bouchard \| \| \| \| \| \| \| \| \| \| \| \| \| \| \| \| \| \| \| \| \| \| \| \| \| \| \| \| \| \| \| \| \| \| \| \| \| \| \| \| \| \| \| \| \| \| \| \| \| \| \| \| \| \| \| \| \| \| \| \| \| \| \| \| \| \| \| \| \| \| \| \| 31. Gerberge de Blaison \| \| \| \| \| \| \| \| \| \| \| \| \| \| \| \| \| \| \| \| \| \| \| \| \| \| \| \| \| \| \| \| \| \| \| \| \| \| \| \| \| \| \| \| \| \| \| \| \| \| \| \| |                                   |  |  |  |  |  |  |  |  |  |  |  |                      |  |  |  |
| |                                   |  |  |  |  |  |  |  |  |  |  |  | 16. Fulk IV xứ Anjou |  |  |  |
| |                                   |  |  |  |  |  |  |  |  |  |  |  |                      |  |  |  |
| |                                   |  |  |  |  |  |  |  |  |  |  |  |                      |  |  |  |
| |                                   |  |  |  |  |  |  |  |  |  |  |  |                      |  |  |  |
| | 8. Fulk V xứ Anjou                |  |  |  |  |  |  |  |  |  |  |  |                      |  |  |  |
| |                                   |  |  |  |  |  |  |  |  |  |  |  |                      |  |  |  |
| |                                   |  |  |  |  |  |  |  |  |  |  |  |                      |  |  |  |
| |                                   |  |  |  |  |  |  |  |  |  |  |  |                      |  |  |  |
| | 17. Bertrade de Montfort          |  |  |  |  |  |  |  |  |  |  |  |                      |  |  |  |
| |                                   |  |  |  |  |  |  |  |  |  |  |  |                      |  |  |  |
| |                                   |  |  |  |  |  |  |  |  |  |  |  |                      |  |  |  |
| |                                   |  |  |  |  |  |  |  |  |  |  |  |                      |  |  |  |
| | 4. Geoffrey V xứ Anjou            |  |  |  |  |  |  |  |  |  |  |  |                      |  |  |  |
| |                                   |  |  |  |  |  |  |  |  |  |  |  |                      |  |  |  |
| |                                   |  |  |  |  |  |  |  |  |  |  |  |                      |  |  |  |
| |                                   |  |  |  |  |  |  |  |  |  |  |  |                      |  |  |  |
| | 18. Elias I xứ Maine              |  |  |  |  |  |  |  |  |  |  |  |                      |  |  |  |
| |                                   |  |  |  |  |  |  |  |  |  |  |  |                      |  |  |  |
| |                                   |  |  |  |  |  |  |  |  |  |  |  |                      |  |  |  |
| |                                   |  |  |  |  |  |  |  |  |  |  |  |                      |  |  |  |
| | 9. Ermengarde xứ Maine            |  |  |  |  |  |  |  |  |  |  |  |                      |  |  |  |
| |                                   |  |  |  |  |  |  |  |  |  |  |  |                      |  |  |  |
| |                                   |  |  |  |  |  |  |  |  |  |  |  |                      |  |  |  |
| |                                   |  |  |  |  |  |  |  |  |  |  |  |                      |  |  |  |
| | 19. Matilda of Château-du-Loir    |  |  |  |  |  |  |  |  |  |  |  |                      |  |  |  |
| |                                   |  |  |  |  |  |  |  |  |  |  |  |                      |  |  |  |
| |                                   |  |  |  |  |  |  |  |  |  |  |  |                      |  |  |  |
| |                                   |  |  |  |  |  |  |  |  |  |  |  |                      |  |  |  |
| | 2. Henry II của Anh               |  |  |  |  |  |  |  |  |  |  |  |                      |  |  |  |
| |                                   |  |  |  |  |  |  |  |  |  |  |  |                      |  |  |  |
| |                                   |  |  |  |  |  |  |  |  |  |  |  |                      |  |  |  |
| |                                   |  |  |  |  |  |  |  |  |  |  |  |                      |  |  |  |
| | 20. William I của Anh             |  |  |  |  |  |  |  |  |  |  |  |                      |  |  |  |
| |                                   |  |  |  |  |  |  |  |  |  |  |  |                      |  |  |  |
| |                                   |  |  |  |  |  |  |  |  |  |  |  |                      |  |  |  |
| |                                   |  |  |  |  |  |  |  |  |  |  |  |                      |  |  |  |
| | 10. Henry I của Anh               |  |  |  |  |  |  |  |  |  |  |  |                      |  |  |  |
| |                                   |  |  |  |  |  |  |  |  |  |  |  |                      |  |  |  |
| |                                   |  |  |  |  |  |  |  |  |  |  |  |                      |  |  |  |
| |                                   |  |  |  |  |  |  |  |  |  |  |  |                      |  |  |  |
| | 21. Matilda xứ Flanders           |  |  |  |  |  |  |  |  |  |  |  |                      |  |  |  |
| |                                   |  |  |  |  |  |  |  |  |  |  |  |                      |  |  |  |
| |                                   |  |  |  |  |  |  |  |  |  |  |  |                      |  |  |  |
| |                                   |  |  |  |  |  |  |  |  |  |  |  |                      |  |  |  |
| | 5. Hoàng hậu Matilda              |  |  |  |  |  |  |  |  |  |  |  |                      |  |  |  |
| |                                   |  |  |  |  |  |  |  |  |  |  |  |                      |  |  |  |
| |                                   |  |  |  |  |  |  |  |  |  |  |  |                      |  |  |  |
| |                                   |  |  |  |  |  |  |  |  |  |  |  |                      |  |  |  |
| | 22. Malcolm III của Scotland      |  |  |  |  |  |  |  |  |  |  |  |                      |  |  |  |
| |                                   |  |  |  |  |  |  |  |  |  |  |  |                      |  |  |  |
| |                                   |  |  |  |  |  |  |  |  |  |  |  |                      |  |  |  |
| |                                   |  |  |  |  |  |  |  |  |  |  |  |                      |  |  |  |
| | 11. Matilda của Scotland          |  |  |  |  |  |  |  |  |  |  |  |                      |  |  |  |
| |                                   |  |  |  |  |  |  |  |  |  |  |  |                      |  |  |  |
| |                                   |  |  |  |  |  |  |  |  |  |  |  |                      |  |  |  |
| |                                   |  |  |  |  |  |  |  |  |  |  |  |                      |  |  |  |
| | 23. Margaret của Wessex           |  |  |  |  |  |  |  |  |  |  |  |                      |  |  |  |
| |                                   |  |  |  |  |  |  |  |  |  |  |  |                      |  |  |  |
| |                                   |  |  |  |  |  |  |  |  |  |  |  |                      |  |  |  |
| |                                   |  |  |  |  |  |  |  |  |  |  |  |                      |  |  |  |
| | 1. John, Vua nước Anh             |  |  |  |  |  |  |  |  |  |  |  |                      |  |  |  |
| |                                   |  |  |  |  |  |  |  |  |  |  |  |                      |  |  |  |
| |                                   |  |  |  |  |  |  |  |  |  |  |  |                      |  |  |  |
| |                                   |  |  |  |  |  |  |  |  |  |  |  |                      |  |  |  |
| | 24. William VIII xứ Aquitaine     |  |  |  |  |  |  |  |  |  |  |  |                      |  |  |  |
| |                                   |  |  |  |  |  |  |  |  |  |  |  |                      |  |  |  |
| |                                   |  |  |  |  |  |  |  |  |  |  |  |                      |  |  |  |
| |                                   |  |  |  |  |  |  |  |  |  |  |  |                      |  |  |  |
| | 12. William IX xứ Aquitaine       |  |  |  |  |  |  |  |  |  |  |  |                      |  |  |  |
| |                                   |  |  |  |  |  |  |  |  |  |  |  |                      |  |  |  |
| |                                   |  |  |  |  |  |  |  |  |  |  |  |                      |  |  |  |
| |                                   |  |  |  |  |  |  |  |  |  |  |  |                      |  |  |  |
| | 25. Hildegarde của Burgundy       |  |  |  |  |  |  |  |  |  |  |  |                      |  |  |  |
| |                                   |  |  |  |  |  |  |  |  |  |  |  |                      |  |  |  |
| |                                   |  |  |  |  |  |  |  |  |  |  |  |                      |  |  |  |
| |                                   |  |  |  |  |  |  |  |  |  |  |  |                      |  |  |  |
| | 6. William X xứ Aquitaine         |  |  |  |  |  |  |  |  |  |  |  |                      |  |  |  |
| |                                   |  |  |  |  |  |  |  |  |  |  |  |                      |  |  |  |
| |                                   |  |  |  |  |  |  |  |  |  |  |  |                      |  |  |  |
| |                                   |  |  |  |  |  |  |  |  |  |  |  |                      |  |  |  |
| | 26. William IV của Toulouse       |  |  |  |  |  |  |  |  |  |  |  |                      |  |  |  |
| |                                   |  |  |  |  |  |  |  |  |  |  |  |                      |  |  |  |
| |                                   |  |  |  |  |  |  |  |  |  |  |  |                      |  |  |  |
| |                                   |  |  |  |  |  |  |  |  |  |  |  |                      |  |  |  |
| | 13. Philippa xứ Toulouse          |  |  |  |  |  |  |  |  |  |  |  |                      |  |  |  |
| |                                   |  |  |  |  |  |  |  |  |  |  |  |                      |  |  |  |
| |                                   |  |  |  |  |  |  |  |  |  |  |  |                      |  |  |  |
| |                                   |  |  |  |  |  |  |  |  |  |  |  |                      |  |  |  |
| | 27. Emma xứ Mortain               |  |  |  |  |  |  |  |  |  |  |  |                      |  |  |  |
| |                                   |  |  |  |  |  |  |  |  |  |  |  |                      |  |  |  |
| |                                   |  |  |  |  |  |  |  |  |  |  |  |                      |  |  |  |
| |                                   |  |  |  |  |  |  |  |  |  |  |  |                      |  |  |  |
| | 3. Aliénor của Aquitaine          |  |  |  |  |  |  |  |  |  |  |  |                      |  |  |  |
| |                                   |  |  |  |  |  |  |  |  |  |  |  |                      |  |  |  |
| |                                   |  |  |  |  |  |  |  |  |  |  |  |                      |  |  |  |
| |                                   |  |  |  |  |  |  |  |  |  |  |  |                      |  |  |  |
| | 28. Boson II de Châtellerault     |  |  |  |  |  |  |  |  |  |  |  |                      |  |  |  |
| |                                   |  |  |  |  |  |  |  |  |  |  |  |                      |  |  |  |
| |                                   |  |  |  |  |  |  |  |  |  |  |  |                      |  |  |  |
| |                                   |  |  |  |  |  |  |  |  |  |  |  |                      |  |  |  |
| | 14. Aimery I xứ Châttellerault    |  |  |  |  |  |  |  |  |  |  |  |                      |  |  |  |
| |                                   |  |  |  |  |  |  |  |  |  |  |  |                      |  |  |  |
| |                                   |  |  |  |  |  |  |  |  |  |  |  |                      |  |  |  |
| |                                   |  |  |  |  |  |  |  |  |  |  |  |                      |  |  |  |
| | 29. Alienor de Thouars            |  |  |  |  |  |  |  |  |  |  |  |                      |  |  |  |
| |                                   |  |  |  |  |  |  |  |  |  |  |  |                      |  |  |  |
| |                                   |  |  |  |  |  |  |  |  |  |  |  |                      |  |  |  |
| |                                   |  |  |  |  |  |  |  |  |  |  |  |                      |  |  |  |
| | 7. Aenor de Châtellerault         |  |  |  |  |  |  |  |  |  |  |  |                      |  |  |  |
| |                                   |  |  |  |  |  |  |  |  |  |  |  |                      |  |  |  |
| |                                   |  |  |  |  |  |  |  |  |  |  |  |                      |  |  |  |
| |                                   |  |  |  |  |  |  |  |  |  |  |  |                      |  |  |  |
| | 30. Barthelemy de L'Isle Bouchard |  |  |  |  |  |  |  |  |  |  |  |                      |  |  |  |
| |                                   |  |  |  |  |  |  |  |  |  |  |  |                      |  |  |  |
| |                                   |  |  |  |  |  |  |  |  |  |  |  |                      |  |  |  |
| |                                   |  |  |  |  |  |  |  |  |  |  |  |                      |  |  |  |
| | 15. Dangereuse de l'Isle Bouchard |  |  |  |  |  |  |  |  |  |  |  |                      |  |  |  |
| |                                   |  |  |  |  |  |  |  |  |  |  |  |                      |  |  |  |
| |                                   |  |  |  |  |  |  |  |  |  |  |  |                      |  |  |  |
| |                                   |  |  |  |  |  |  |  |  |  |  |  |                      |  |  |  |
| | 31. Gerberge de Blaison           |  |  |  |  |  |  |  |  |  |  |  |                      |  |  |  |
| |                                   |  |  |  |  |  |  |  |  |  |  |  |                      |  |  |  |
| |                                   |  |  |  |  |  |  |  |  |  |  |  |                      |  |  |  |